# Фаббри, Нестор
Нестор Ариэль Фаббри (исп. Néstor Ariel Fabbri; род. 29 апреля 1968, Буэнос-Айрес, Аргентина) — аргентинский футболист, выступавший на позиции защитника.

## Клубная карьера
Фаббри начал свою футбольную карьеру в юношеской секции клуба «Олл Бойз» в 1984 году, в главной команде клуба он дебютировал в сезоне 1984/1985 в аргентинском Втором дивизионе. В 1986 году он переходит в команду Первого дивизиона «Расинг» из Авельянеды. В 1987 году Фаббри был назван Футболистом года в Аргентине.
После 6 сезонов в «Расинге», Фаббри проводит сезон 1992 в колумбийской «Америке» из Кали, в 1993 году возвращается в Аргентину в клуб «Ланус», а в 1994 году перебирается в «Боку Хуниорс». Фаббри играл в «Боке Хуниорс» 1998 году, когда он перебрался во французский «Нант». С «Нантом» Фаббри выигрывает Кубок Франции в 1999 и 2000 годах, Суперкубок в 1999 и 2001 и в 2001 году — чемпионат Франции.
В 2002 году Фаббри переходит в «Генгам», в то время выступавшем в Первом дивизионе. Он отыграл за «Генгам» один сезон вместе с такими одноклубниками как Дидье Дрогба и Флоран Малуда, а команда заняла рекордное для себя 7-е место в чемпионате Франции. Затем он вернулся в Аргентину, сначала в «Эстудиантес» в 2003 году, а потом и в 2004 году в команду, в которой Фаббри начинал свою карьеру, «Олл Бойз», здесь же он её и закончил.

## Международная карьера
Нестор Фаббри попал в состав сборной Аргентины на Чемпионате мира 1990 года. Фаббри вышел в стартовом составе аргентинцев в первом матче на турнире, сенсационно проигранном сборной Камеруна. Больше на поле на Чемпионате мира Фаббри не выходил, хотя сборная Аргентина на этом турнире дошла до финала и провела всего 7 матчей за турнир.

## Достижения

### Клубные
Америка Кали
- Чемпион Колумбии (1): 1992

Расинг (Авельянеда)
- Суперкубок Либертадорес (1): 1988 (победитель)

Нант
- Кубок Франции (1): 1999/2000 (победитель)
- Чемпионат Франции (1): 2000/2001 (чемпион)